# عدد الوحش
عدد الوحش أو العدد الرؤيوي هو تفسير لنص ورد في سفر رؤيا يوحنا في العهد الجديد من الكتاب المقدس. في الغالب الرقم المذكور هو 666، وهو موجود في معظم المخطوطات والترجمات الحديثة والطبعات النقدية للنص اليوناني. يؤكد بعض العلماء أن الرقم 666 رمز للإمبراطور الروماني نيرو،، ويقول آخرون إن الرقم 616 رمز للإمبراطور الروماني كاليغولا.

## العهد الجديد

### 666
يذكر رقم الوحش في رؤيا يوحنا 13: 18. النص اليوناني الأصلي:
ωδέ η σοφία εστίν; ο έχων νουν ψηφισάτω τον αριθμόν του θηρίου; αριθμός γαρ ανθρώπου εστί; και ο αριθμός αυτού χξϛ΄.
الترجمة:
هُنَا الْحِكْمَةُ! مَنْ لَهُ فَهْمٌ فَلْيَحْسُبْ عَدَدَ الْوَحْشِ، فَإِنَّهُ عَدَدُ إِنْسَانٍ، وَعَدَدُهُ: سِتُّمِئَةٍ وَسِتَّةٌ وَسِتُّونَ.
كتب الرقم في المخطوطات اليونانية بالأحرف اليونانية χξϛ (خي إكس سيغما)  وأحيانا بالكلمات (εξακοσιοι εξηκοντα εξ ستمائة وست وستون).

يشير السهم الأحمر إلى XIC أي 616 عدد الوحش في البردية 115 التي استطاع العلماء قراءتها في 2005

قال علماء مثل الدكتور ألن إتكن عميد كلية الدراسات الدينية في جامعة ماكجيل إن ذلك المقطع طريقة سرية للكلام عن شخصيات من ذلك العصر بسبب خطر الانتقاد السياسي علنا.
ويعتقد كثير من العلماء أن الرقم 666 إشارة للإمبراطور نيرو  والذي قيمة اسمه إذا كتب بالأرامية 666 حسب طريقة الحساب العبرية جماتريا، أي طريقة للتكلم ضد الإمبراطور بدون معرفة السلطات الرومانية).

### 616
ذكرت الأخبار في مايو 2005 أن علماء في جامعة أكسفورد وباستخدام تقنيات تصوير متطورة  استطاعوا قراءة أقسام من أقدم مخطوط لكتاب رؤيا يوحنا وهي البردية 115 (P115) التي اكتشفت في أوكسيرينخوس (البهنسا). تعود القطعة لمنتصف القرن الثالث وفيها رقم الوحش 616 χ ι ϲ باستعمال ι بدل ξ كما في معظم المخطوطات. في اليونانية الشرقية يكتب رقم 616 بالأحرف XIC حيث تستعمل السيغما النهائية بشكل c بدل ς كما يشاهد في عدة آثار مسيحية قديمة. ومن الشواهد المبكرة على هذه القراءة مخطوطة أفرامي رسكريبتوس (C) حيث كتب الرقم بالكلمات (ستمائة وستة عشر).
وتتفق البردية 115 مع مخطوطة الإسكندرية (A) ومخطوطة أفرامي رسكريبتوس (C) والتي تعتبر عامة أفضل شاهد لنص رؤيا يوحنا. لذلك هذه القراءة لها شواهد أفضل من قراءة البردية 47 (P47) والتي تتفق مع المخطوطة السيناتية وتشكلان معا ثاني أفضل شاهد للنص. وهذا ما دفع بعض العلماء لاستنتاج أن الرقم 616 كان القراءة الأصلية.
يعتقد كذلك ديفيد باركر أستاذ النقد النصي للعهد الجديد الباليوغرافيا في جامعة بيرمنغهام أن الرقم 616 هو الرقم الأصلي رغم أن الرقم 666 أسهل للتذكر. وقال إن العلماء تناقشوا كثيرا حول الموضوع لكن يبدو الآن أن 616 هو الرقم الأصلي للوحش. فهو على الأرجح يسبق بمائة سنة تقريبا النسخ الأخرى.
عرف أيضا إيرينايوس عن عدة حالات للرقم 616 أو غيره لكنه اعتبرها أخطاء من النساخ وأكد أن الرقم 666 موجود في أفضل وأقدم النسخ ومؤكد من أشخاص رؤوا يوحنا وجها لوجه.